# Sunset Valley Barn Dance
Der Sunset Valley Barn Dance war eine US-amerikanische Country-Sendung, die von KSTP aus St. Paul, Minnesota gesendet wurde.

## Geschichte

### Anfänge
Im Jahre 1940 startete der Sender KSTP eine Reihe von neuen Sendungen, darunter auch den Sunset Valley Barn Dance, der samstagabends übertragen wurde. Ziel der Leitung des Senders war es, „true american folk music in its original form “ den Hörern zu liefern. Die erste Show wurde am 26. Oktober 1940 aus dem St. Pauls Auditorium gesendet. Produzent war David Stone, der zuvor schon bei der Grand Ole Opry in Nashville gearbeitet hatte. Schon um 1943 war der Sunset Valley Barn Dance einer der beliebtesten Country-Sendungen des mittleren Westens und war ebenfalls unter den mehr als 600 verschiedenen Shows damals einer der erfolgreichsten Sendungen.

### Aufstieg
Neben Country-Musikern traten in der Show auch Komiker wie der aus Illinois stammende Quarantine auf. Produzent blieb auch weiterhin David Stone, der Ende der 1940er-Jahre auf KSTP andere Shows wie Country Road 5 moderierte. 1953 erweiterte der Sender seinen Sendebereich, als man die 50.000-Watt-Station auf 133,500 Watt erhöhte. Bekannte Mitglieder der Sendung waren unter anderem Fiddlin‘ Hank, Kim Weston, Cactus Slim, Trapper Nash und Glenn Burklund. Der Sunset Valley Barn Dance diente vielen lokalen Musikern dazu, in weitaus populärere Shows zu kommen oder ihre Karriere voranzutreiben. 1948 brachte Stone die Show zusätzlich auf KSTP-TV, dem neu gegründeten Fernsehsender, und ließ den Sunset Valley Barn Dance im Fernsehen übertragen. Zudem wurden weitere Tourneen durch den mittleren Westen veranstaltet, die jedoch nicht im Radio oder Fernsehen übertragen wurden, da man oft in kleinen Städten nicht die Bedingungen für Live-Shows hatte, denn oft mussten die Shows in Sporthallen oder Scheunen abgehalten werden.
Doch Ende der 1950er-Jahre ging die „goldene Zeit“ der Country-Shows langsam vorbei und der Sunset Valley Barn Dance verlor stark an Beliebtheit. Aufgrund der wenigen Einschaltquoten wurde die Sendung später eingestellt. Gerald Barfuss veröffentlichte 1983 das Buch David Stone in Sunset Valley, das sich mit Stone und dem Sunset Valley Barn Dance beschäftigt. David Stone blieb bis 1986 bei KSTP und starb 1995.

## Gäste und Mitglieder
| - Chuck Carson - Fiddlin’ Russ - Fiddlin’ Hank - Kim Weston - Stu Davis - Cactus Slim, The Lonesome Serenader - Irene & Lou - Kathy Datwyler - Billy Folger - Andy Walsh - Bobby Walker | - Trapper Nash - Six-Gun Mel - Kathrin Kohls - Bill Kelsey - Hank & Thelma - The Michael Sisters - Chuck Mulkern - Alfalfa Neers - Frank & Esther, Sweethearts Of The Radio - Johnny Konchal |